# Nordlig plattbagge
Nordlig plattbagge (Dendrophagus crenatus) är en skalbaggsart som först beskrevs av Gustaf von Paykull 1799.  Nordlig plattbagge ingår i släktet Dendrophagus, och familjen smalplattbaggar. Arten är reproducerande i Sverige.